# Михаил, Жан
Жан Миха́йлович (рум. Jean Mihailovici, более известный как Жан Михаи́л рум. Jean Mihail; 5 июля 1896, Хэлэучешти, Румыния — 12 марта 1963, Бухарест, Румыния) — румынский кинорежиссёр и сценарист. Один из зачинателей румынского кинематографа.

## Биография
Окончил Академию музыкального и драматического искусства. В 1917—1919 годах работал в разных театральных труппах. В 1919—1923 годах учился кинорежессуре в Вене. Работал в Германии и Франции. Часто писал сценарии к своим фильмам. Снимал как игровые, так и документальные ленты.

## Фильмография

### Режиссёр
- 1924 — Грех / Păcat
- 1925 — Манассе / Manasse (по Ронетти Роману[рум.])
- 1926 —  / Cererea în căsătorie
- 1927 — Лия / Lia
- 1928 —  / Povara
- 1929 —  / Viaţa unui oraş
- 1930 —  / Televiziune - Ce va fi mâine
- 1931 —  / Aur
- 1932 — Первая любовь / Prima dragoste
- 1933 — Поезд-фантом / Trenul fantomă
- 1934 — Румыния / România (с Паулем Кэлинеску)
- 1938 —  / CFR - o simfonie a muncii
- 1945 — Деревенская рапсодия / Rapsodia rustică
- 1945 —  / De vorbă cu fraţii plugari
- 1946 —  / Poporul român în lupta pentru democraţie
- 1946 —  / La clacă
- 1946 —  / În permisie
- 1948 —  / Cu fruntea-n soare (APACA)
- 1949 — Город никогда не спит / Oraşul nu doarme niciodată (д/ф)
- 1950 — Юбилей Пушкина / Aniversarea lui Puşkin (д/ф)
- 1950 —  / Bulevardul 'Fluieră Vântu'
- 1954 — Бригада Ионуца / Brigada lui Ionuţ
- 1957 — Чёртов овраг / Râpa dracului